# Эрдэни-Дзу
Эрдэни-Дзу (монг. Эрдэнэ-Зуу хийд; Эрдэнэзуу; тиб. ཨེ་རྡེ་ནི་ཇོ་བོ, Вайли e-rde-ni jo-bo) — частично действующий буддийский монастырь в Монголии. Все сохранившиеся храмы, за исключением одного, используются как музей и представителям религии не принадлежат. Расположен в аймаке Уверхангай на правом берегу Орхона на окраине города Хархорин. Первый стационарный буддийский монастырь на территории Халхи, крупнейший религиозный, культурный и политический центр средневековой Монголии.

## История

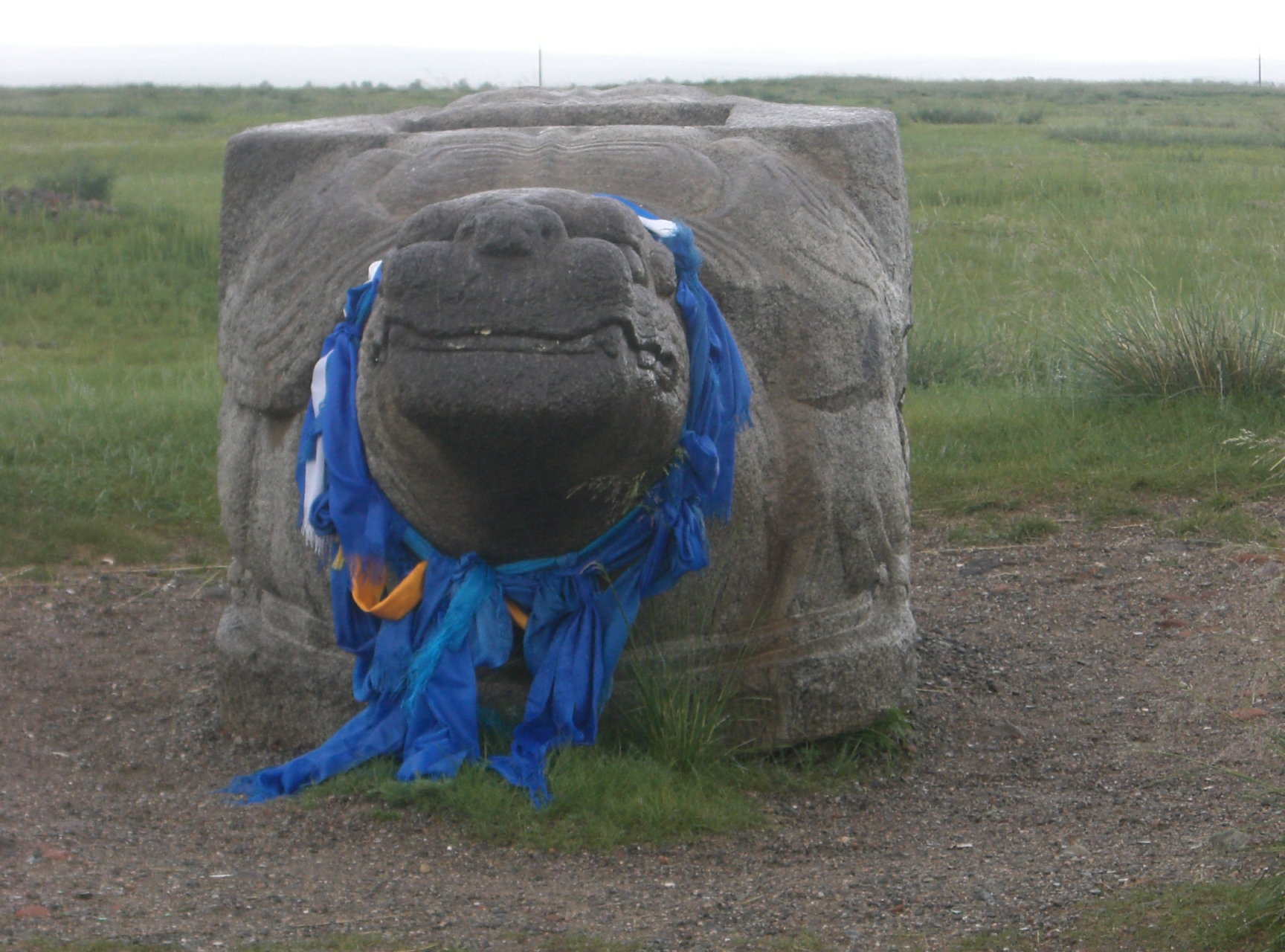
Каменная черепаха XIII века

В сочинении ламы Эрдэнэпэла (предположительно датируемом 1939 годом) история монастыря возводится ко времени Уйгурского каганата. Этот лама в своем сочинении приводит точку зрения, состоящую в том, что когда в Монголии жили уйгуры, хан уйгуров Богучар в столице Уйгурского каганата Хара-Балгасуне на Орхоне воздвиг статую будды Эрдэни-Дзу. Ханша Байбалык также воздвигла в Баин-Балгасуне на реке Селенге ещё одну статую Эрдэни-Дзу. Статую Эрдэни-Дзу, воздвигнутую Богучаром, монгольский великий хан Угэдэй привёз в город Каракорум (современный Хархорин располагается немного юго-западнее Каракорума), столицу Монгольской империи, реставрировал и поместил в новом храме. Впоследствии хан Тогон-Тэмур, прибыв из Пекина в Монголию, обновил статую в Каракоруме. Через несколько столетий храмы пришли в ветхость и запустение. Они уже почти совсем исчезли, когда Абатай-Тушэту-хан, следуя повелению Далай-ламы III Сонама Гьяцо в год огненной собаки тринадцатого цикла (1585) привёз из города Хух-Хото (современной столицы Внутренней Монголии) мастеров, которые реконструировали храмы Эрдэни-Дзу и построили новые.

### Эрдэни-Дзу при Абатае
Через 8 лет после путешествия халхаского Абатай-хана в Хух-Хото для встречи с Далай-ламой III Сонамом Гьяцо с благословения последнего в 1585 году в южной части древней монгольской столицы Каракорума было начато строительство нового монастыря. Три храма, строившихся на личные средства Абатая и посвящённые трём периодам жизни Будды: юности, моменту поворота Колеса Учения и преклонным годам, были завершены уже на следующий год; сразу после этого каменотёсы и зодчие построили от своего имени несколько храмов, получивших название «Гэгэновских». В этом же году один из чиновников Абатая воздвиг в монастыре несколько субурганов и небольших храмов.
Сам Далай-лама III не прибыл на освящение монастыря лично, однако направил в Халху сакьяского ламу Лодой Ньингпо (Гоминансо) с семью сопровождающими, который и совершил ритуал освящения в 1587 году. Позже Далай-лама III отправил в монастырь ламу Шиддиту-Гуши-Цорджи с тем, чтобы он стал первым настоятелем (цорджи) Эрдэни-Дзу.
Монастырь, созданный главным образом на средства Абатая, стал считаться родовым монастырём Тушэту-ханов. После смерти Абатая его сын и наследник Эрэхэй построил в Эрдэни-Дзу ещё несколько небольших храмов и субурганов.

#### Этимология названия
Первоначально название монастырю дал сам Абатай-хан. Оно звучало как монг. Эрдэнэ-Зуугийн сүм («Храм драгоценного владыки» (Будды)), то есть своё название монастырь получил в честь статуи Будды, в которую были вложены переданные Далай-ламой III мощи Шакьямуни. Когда же Абатай-хан испросил у Далай-ламы III официальное название для нового храма, тот получил имя Лхундубдэченлинг — «Место самовозникшего великого блаженства» (тиб. ལྷུན་གྲུབ་བདེ་ཆེན་གླིང་).

#### Главные реликвии монастыря

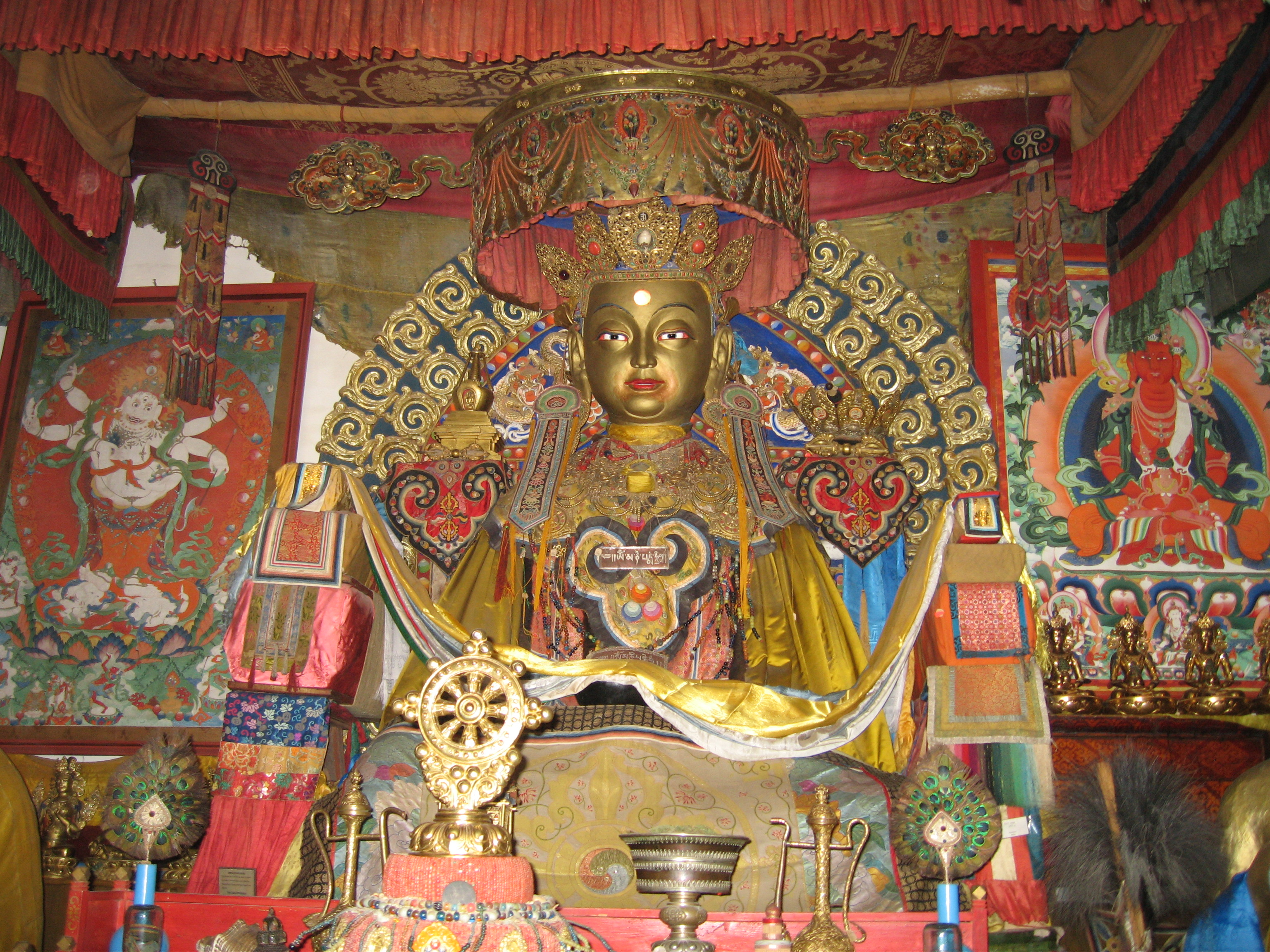
Главная реликвия монастыря — статуя Будды Ихэ-Дзу

Для этого монастыря Далай-лама передал Абатай-хану ряд статуй-реликвий:
- Будда Их-Дзу, статуя, содержащая мощи Будды Шакьямуни;
- Будда Амитабха;
- Семь будд-врачевателей;
- Восемь бодхисаттв;
- Ачарья Падмасамбхава, проповедник Ваджраяны в Тибете и основатель школы ньингма;
- Сакья-пандита Кюнга Гьялцен, при котором начались первые контакты тибетского духовенства с монголами;
- Карма-багши, один из первых проповедников Ваджраяны в старом Каракоруме;
- Пагба-лама, наставник юаньского императора Хубилая, первый из удостоившихся титула Далай-ламы;
- Шестнадцать архатов;
- Четыре махараджи, т. н. стражи сторон света;
- Тысяча будд благой кальпы;
- Махакала Панджара (Гомбо-Гур; монг. Гомбогүр), покровитель монастыря Сакья и вновь отстроенного Эрдэни-Дзу.

### Эрдэни-Дзу при Дзанабадзаре
Внук Эрэхэя Дзанабадзар часто посещал Эрдэни-Дзу и соседний с ним монастырь Шанх, проводя в нём долгое время за изучением книг и практикой ритуалов. Однако после своего визита в 1649—1653 годах в Тибет к Панчен-ламе IV и Далай-ламе V прибывшие вместе с ним в Халху ламы-гелугпинцы убедили его дистанцироваться от школы сакья и не жить больше в её монастыре, поэтому вскоре его отец Тушэту-хан Гомбодорж вместе с другими халхаскими князьями выстроили для него новый храм-жилище Тувхен-хийд за стенами Эрдэни-Дзу на горе Шивэт-Уул, а затем и крупный кочевой монастырь, ставший впоследствии новой монгольской столицей.
Проживая главным образом в Тувхен-хийде, Дзанабадзар всё же иногда посещал Эрдэни-Дзу. Так, в 1658 году он впервые провёл здесь церемонию Майдари-хурал, а также утвердил Гомбо-Гуру в качестве божества-охранителя монастыря. Помимо этого, им был введён обычай ежедневно преподносить монастырь сотню торма, а также молоко от ста белых коров. В 1675 году после возвращения из тибетского паломничества Тушэту-хан Чихуньдорж, брат Дзанабадзара, возвёл в Эрдэни-Дзу храм в честь Далай-ламы V. Тогда же неподалёку от стен монастыря была похоронена их мать Ханджамц.
Во время вторжения в Халху джунгарский хан Галдан-Бошогту разгромил Их-Хурэ, вынудив Дзанабадзара бежать во Внутреннюю Монголию через Эрдэни-Дзу. К моменту, когда в 1688 году джунгарский полк, возглавляемый Данзан-Омбо, Дажилой и Дугарравданом, занял монастырь, он был от него в двух сутках пути. Узнав об этом, к Дзанабадзару присоединились жена и дети Тушэту-хана, что несколько замедлило его бегство. Джунгары трижды подходили к монастырю, однако разорению он не подвергался. Сам Эрдэни-Дзу практически обезлюдел; немногочисленное окрестное население испортило деревянную монастырскую ограду, разбирая её на топливо. Распоряжение Дзанабадзара о реконструкции стен и реставрации храмов Эрдэни-Дзу после джунгарского нашествия было отдано им сразу после возвращения в Халху.

### Монастырь в цинский период

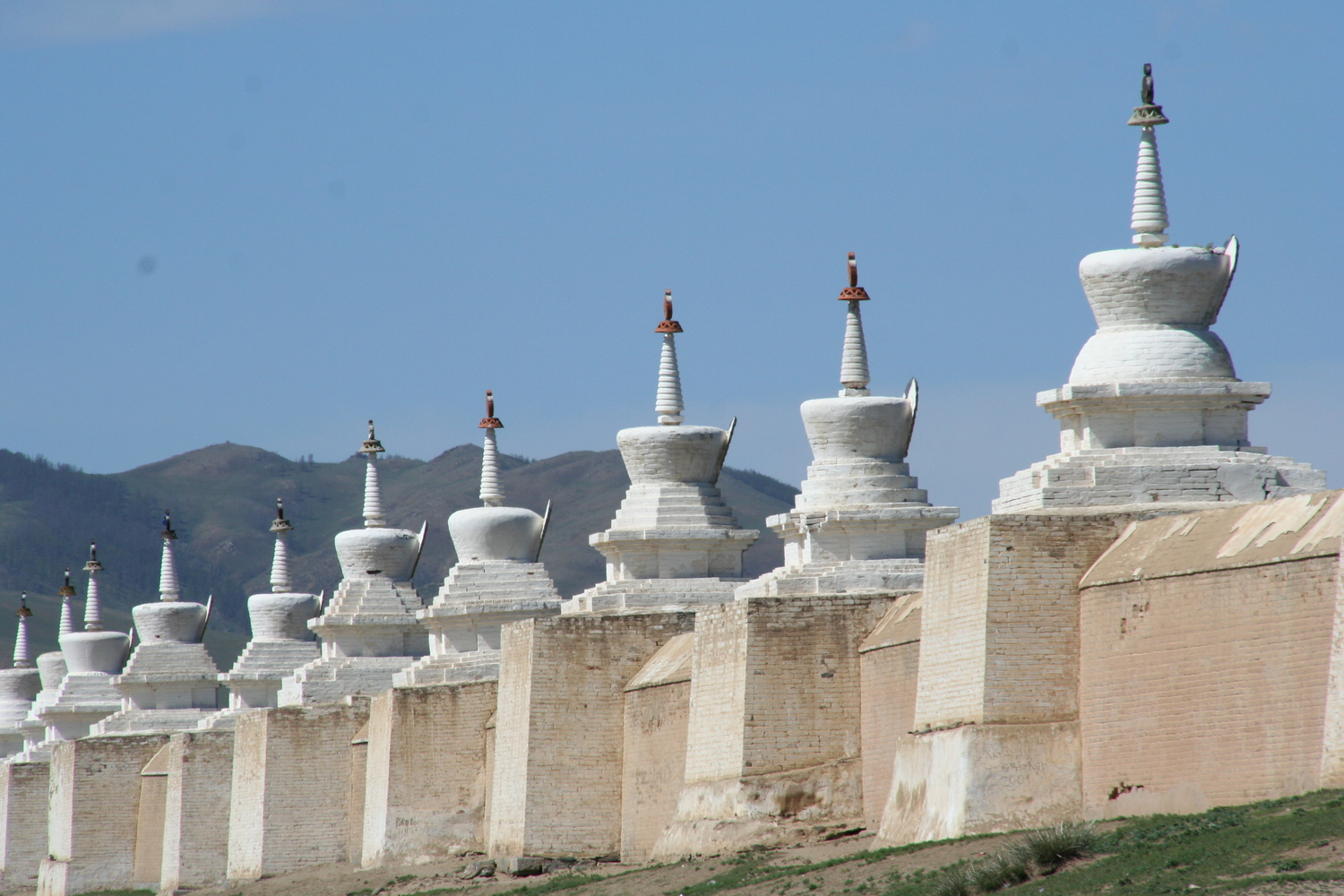
Ограждение из ступ

Реконструкция Эрдэни-Дзу после нашествия джунгар завершилась в 1706 году. Отличившийся в ходе работ лама-гелонг Лувсанданзан стал его новым настоятелем, и возвёл в нём храм Амитабхи и соборный храм (цогчин). Храмы Эрдэни-Дзу были поделены между хошунами Тушэту-ханского аймака. Богдо-гэгэн и Тушэту-хан получили центральный (гол) храм, бэйлэ Шидшир — восточный, а дзасак Бааран — западный. Все четверо владетелей поставили на территории монастыря по высокой слеге-дарцагу. В 1718 году пятый цорджи Лувсанжалцан построил храмы в честь Ваджрадхары и Ганджура и подарил их Богдо.
В 1731 году, во время второго вторжения джунгар в Халху, решающее сражение между ними и цинскими войсками произошло недалеко от монастыря. Существует легенда, что когда джунгарские солдаты вошли в Эрдэни-Дзу, статуя покровителя монастыря, божества-дхармапала Гомбо-Гуру прогнала их из главного храма, а каменные львы при входе зарычали. Джунгары в ужасе бежали в сторону реки Орхон и тонули в ней. Когда об этой легенде узнал император Юнчжэн, он официально пожаловал реке за помощь в победе княжеский титул и 300 лян серебра ежегодного содержания, а наградой самому монастырю стала очередная масштабная реконструкция. Через три года после джунгарского нашествия вокруг монастыря началось возведение образующих прямоугольник стен со 108 ступами (окончено в 1806 году). В 1743 году, по случаю визита в Эрдэни-Дзу Богдо-гэгэна II, также найденного в семье Тушэту-хана, была проведена реставрация и построен храм в честь Будды Шакьямуни. С момента же смерти Богдо-гэгэна II Эрдэни-Дзу утратил значение родового монастыря главы буддистов Монголии.
В 1745 году один из хувараков Эрдэни-Дзу по имени Буньяа неоднократно пытался совершить полет с крыши монастыря на изобретенном им аппарате, подобном парашюту. За эти попытки полёта его судили и предали суровому наказанию, не выдержав которого, он скончался.

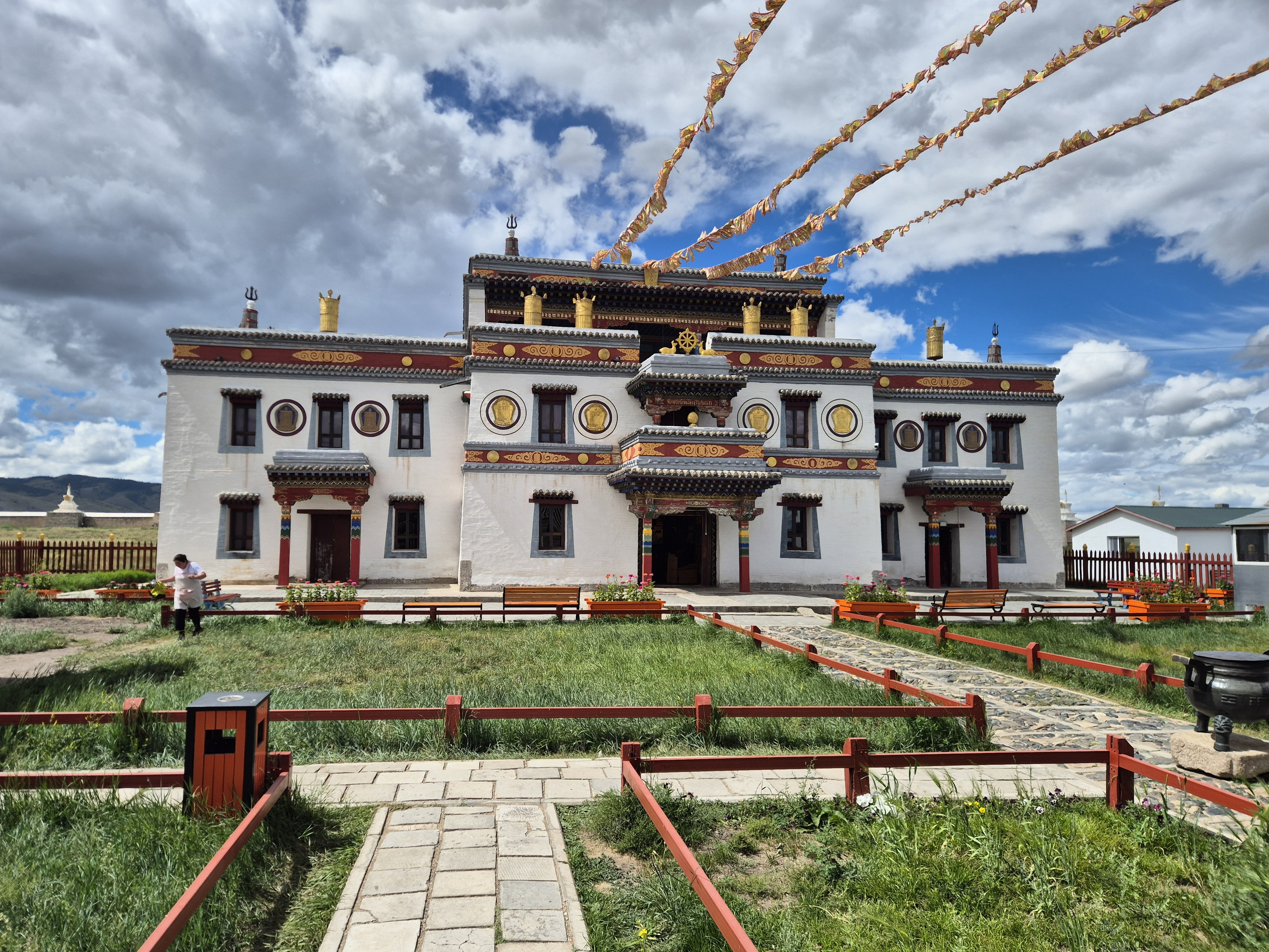
Храм Лавран, возведённый Дагвадаржей — типичный образец тибетской архитектуры в Эрдэни-Дзу и единственный ныне действующий храм в монастырском комплексе.

Существенные изменения в жизни монастыря произошли во второй половине XVIII века, когда по инициативе Тушэту-хана Цэдэндоржа седьмым настоятелем Эрдэни-Дзу был назначен известный лама Тушэту-ханского аймака Дагвадаржа. Им были возведены Соборный храм, храм Будды Врачевания и ряд других, а в 1776 году проведена обширная реставрация с привлечением средств Цинов. В 1785 году один из построенных им храмов (Лавран; монг. Ламиран) Дагвадаржа решил перестроить по тибетскому типу.
Номчи-цорджи Дагвадаржа ввёл постоянные правила празднования Цаган сара, а также обратился к Тушэту-хану с докладом о том, что, несмотря на то, что Махакала Гомбо-Гуру является покровителем Эрдэни-Дзу с момента его постройки, до сих пор нет чётко прописанных и подробных ритуальных текстов, связанных с ним. Обратившись к Богдо-гэгэну III, Тушэту-хан узнал, что в Халхе таких текстов нет в принципе, и в результате в 1776 году Дагвадаржа отправил в тибетский монастырь Сакья посольство во главе с ламой Лувсанчойдубом. Сакья Тридзин снабдил его полными и подробными правилами проведения обрядов, связанных с дхармапалами, и передал ряд книг и реликвий.
Впоследствии Дагвадаржа отправлял своих представителей к Далай-ламе VIII, а также в Китай к Джанджа-хутухте Ролпай Дордже с вопросом, по какой книге организовывать обучение послушников. Оба иерарха дали ответ, что лучшее для этого сочинение — «Большое руководство к этапам пути Пробуждения» Дже Цзонхавы, и в 1783 году Дагвадаржа основал при Эрдэни-Дзу соответствующее училище на 50 человек.
В 1787 году в Эрдэни-Дзу было начато проведение церемонии цам, организованной ургинским ритульным мастером, тибетцем Рабданом.
В 1797 году в монастырь по повелению императора Цяньлуна прибыл писарь Чойджи-раши, составивший подробнейшее описание истории монастыря и всех его строений. Труд был представлен на высочайшее рассмотрение, однако о его дальнейшей судьбе ничего не известно.

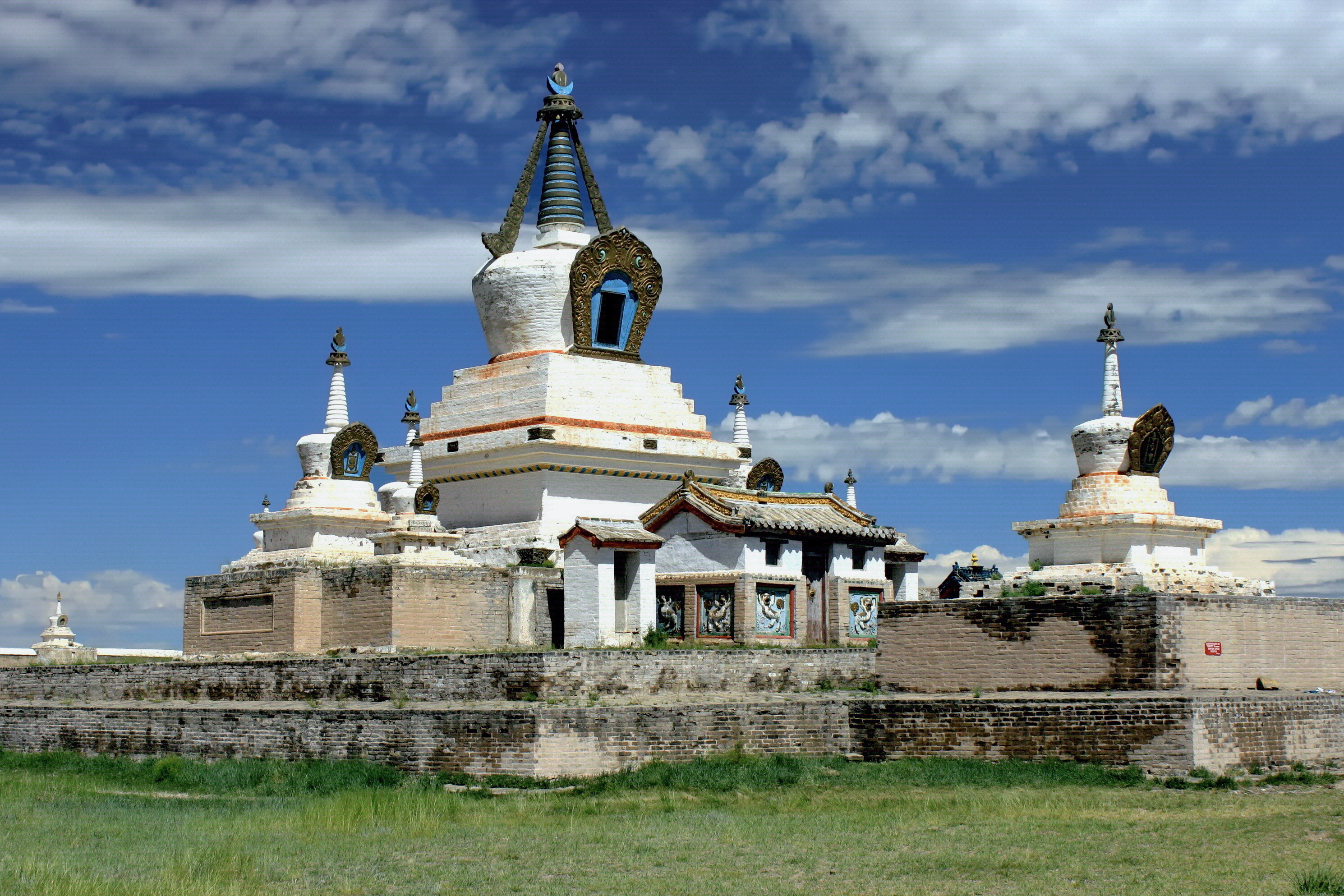
Ступа Пробуждения

В 1799 году в Эрдени-Дзу построили «ступу Пробуждения» (монг. Бодь суварга). В неё заложили более 100 тыс. бурханов, более 2500 маленьких ступ-цаца и другие предметы буддийского культа, а также прах основателя монастыря Абатай-хана. В 1804 году монастырь посетил Богдо-гэгэн IV. В 1808 году между субурганами, окружавшими Эрдэни-Дзу, положили кирпичные стены. После этого активного строительства уже не велось; лишь в конце 1840-х годов был построен деревянный храм цанида.
Богдо-гэгэн VIII, хотя и был тибетцем по рождению, помнил о том, что однажды Эрдэни-Дзу был родовым имением семьи первых монгольских Богдо-гэгэнов: в 1882 году, требуя от императора Гуансюя очистить центр Урги от китайских лавок, в случае отказа он намеревался переехать в Эрдэни-Дзу. Император удовлетворил его требование, а в монастыре в 1880-х годах была проведена реконструкция. Переехать в Эрдэни-Дзу Богдо-гэгэн грозился и в 1904 году, требуя выдворить из Урги посетившего её Далай-ламу XIII.

### Эрдэни-Дзу в новейшее время
В ходе чойбалсановских репрессий в конце 1930-х годов монастырь был закрыт, его штат распущен, храмы частично разрушены. Однако после краткосрочного визита в МНР в 1944 году вице-президента США Г. Э. Уоллеса и американского монголоведа О. Латтимора, Сталин настоял перед Чойбалсаном на том, чтобы Эрдэни-Дзу в исключительном порядке был отреставрирован. Во второй половине 1940-х годов была осуществлена частичная реконструкция в 1947 году в монастыре был устроен музей, содержавшийся на средства государства,; однако буддийские службы не отправлялись вплоть до 1990 года.
В настоящее время единственным действующим храмом в Эрдэни-Дзу является Лавран. Он находится в ведении Монгольской Ассоциации буддистов; остальные — в ведении улан-баторского Национального исторического музея и находятся под охраной государства. В 2004 году новым настоятелем монастыря стал 35-летний лама Х. Баасансурэн. Под его руководством на пожертвования местного населения и при поддержке Гималайского фонда было построено небольшое буддийское училище с общежитием на 30 человек, названное в честь Дзанабадзара. В программу входят не только предметы их буддийской образовательного программы, но и светские дисциплины. Планируется организовать на базе этого училища культурный центр, который бы охватил всё население сомона.

## Архитектура
На первоначальном этапе строительства строительным материалом служил камень с развалин Каракорума. Для строительства пригласили мастеров из Хух-Хото, в том числе известного монгольского архитектора Манзушира, поэтому монастырь был возведен по образцу хух-хотоского храма с сильным влиянием китайской архитектуры. Единственный образец чисто тибетской архитектурной традиции в Эрдэни-Дзу — храм Лавран.
Центральное место в Эрдэни-Дзу занимают три храма, символизирующие три этапа жизни Будды. Они возведены на высоких беломраморных платформах и перекрыты черепичными крышами с загнутыми кверху краями. Храмы выстроены в один ряд и ориентированы фасадами на восток. Средний, или «Великий» (монг. Их-Зуу) — двухэтажный, а боковые — Левый (монг. Зүүн-Зуу) и Правый (монг. Баруун-Зуу) — одноэтажные с двухъярусными крышами.
Посередине каждой стены сохранившегося ограждения из ступ располагаются ворота, ориентированные по сторонам света.
В центре территории монастыря находится круглая площадка около 45 метров в диаметре, которая называется Площадью Счастья и Благоденствия (монг. Өлзий хутагтын талбай), на которой, согласно преданию, стояла юрта Абатай-хана. К северу от территории находится знаменитая каменная скульптура — огромная черепаха — памятник древнего Каракорума. Также недалеко от монастыря расположен фаллический Хархоринский камень.

## Статус
В 2004 году монастырь вместе с обширной территорией, получившей название Культурный ландшафт долины реки Орхон, был объявлен ЮНЕСКО Объектом Всемирного наследия № 1081.

## В искусстве
- «Журавли и карлики» — одна из нескольких книг Л. Юзефовича, действие которых происходит в Эрдэни-Дзу